# Fonds d'action et d'initiative rock
Pour les articles homonymes, voir FAIR.
Le Fonds d'action et d'initiative rock (FAIR) est une association française, loi de 1901. 

## Rôle
Créée en 1989 à l'initiative du ministère de la Culture, l'association a pour vocation d'aider les jeunes artistes et groupes français. Chaque année, le FAIR récompense 15 lauréats, sélectionnés par un comité artistique composé de professionnels de la musique et renouvelé chaque année. L'association apporte aux jeunes talents une aide financière et juridique, les forme aux techniques de la voix et les conseille en matière de management,. 
Afin de promouvoir les artistes sélectionnés, le FAIR publie chaque année une compilation comportant une chanson de chaque lauréat, distribuée gratuitement à 10 000 exemplaires. Depuis 2007, une tournée, baptisée « Fair : le tour », est organisée par l'association. Elle permet aux lauréats de se produire dans une dizaine de villes françaises.

## Financement
Le FAIR est financé par le ministère de la Culture, des sociétés de gestion des droits d'auteur, telles que la SACEM, la SCPP et l'ADAMI, ainsi que par des organismes comme le CNV, le Fonds pour la création musicale (FCM) et la Société des producteurs de phonogrammes en France (SPPF). L'association bénéficie également du soutien de Ricard SA Live Music,.

## Liste des lauréats
Les artistes suivants ont été promus par Le Fair :

### Années 1990
- 1990 : Johan Asherton, Christine Lidon, Corman & Tuscadu, Dominic Sonic, Double Nelson, Elmer Food Beat, Jad Wio, La Place, Le Cri de la mouche, Les Roadrunners, Les Soucoupes violentes, Les Thugs, Les VRP, Marc Minelli, Susan and the Visitors.
- 1991 : Black Maria, Les Coquines, Croaks, Fly and the Tox, Greta Services, HOAX, Joueurs, Kni Crik, Loudblast, Les Nightclubbers, Suprême NTM, Têtes Raides, Les Tétines Noires, Treponem Pal.
- 1992 : Backsliders, Bruno Green, Bubble Blue She Made, Eleonora, IAM, Les Maracas, Les Pires, Les Vindicators, Marcel Kanche, Massilia Sound System, The Little Rabbits, Via Romance, Vic Moan, Wroomble Experience, Zebda.
- 1993 : Betty Boop, Blankass, Bouducon Production, Cry Babies, L'École du Crime, EV, Malou, Mano Solo, Mr Kuriakin, Les Piétons, Sale Défaite, SeBa, Sister Iodine, Skippies, Welcome to Julian.
- 1994 : Burning Heads, les Clam's, Cut The Navel String, Fata Morgana, Human Spirit, Lo'Jo Triban, Lofofora, Marco Lipz, Mush, No One Is Innocent, Original Combo, Prohibeat, Schultz et les Tontons Flingueurs, Sons of the Desert, La Tordue.
- 1995 : Alliance Ethnik, Bästard, Blonde Amer, Cache-Cache, Casbah Club, Distant Winter, Drive Blind, Drôles de Beaux Gars, Edgar de l'Est, Fabulous Trobadors, Forguette Mi Note, Prohibition, Raggasonic, Sinclair, La Storia.
- 1996 : DNC, DSB, Les Elles, Chris Gonzales, Hint, Philippe Katerine, Kickback, Mad in Paris, Marousse, Christophe Miossec, Oneyed Jack, Portobello Bones, Shaî No Shaî, Spicy Box, Thuillier Brass Trio.
- 1997 : 2 Bal 2 Neg, Belly Button, Mathieu Boogaerts, Boochon, The Despondents, Annie Ebrel, Ekova, Femmouzes T., Mad Pop X, Mary's Pop, Mary's Child, Le maximum kouette, Ulan Bator, Useless, Vercoquin, Yachines.
- 1998 : Baz-Baz, D Abuz System, Dionysos, Djoloff, Expression Direkt, Faudel, Louise Attaque, M, marc Em, Neil, Oobik, rinôçérôse, Rocca, Shout, Spina, Superflu, Wide Open Cage.
- 1999 : Alexandre Varlet, Candie Prune, El Sikameya, La Familia, Jasmine Bande, Kÿu, LT.NO, Orange Blossom, Petit Vodo, La Rumeur, Tahiti 80, Tue-Loup, Virago, Yo ! Pizza Jump, Zézé Mago.

### Années 2000
- 2000 : Agoria, Basement, Curl, Dun Leia, Ginkgo, Ignatus, Lycanthrope, Mukta, NatYot, Néry, Le Puzzle, Rageous Gratoons, Ramsès, Uncommonmenfrommars, Zenzile.
- 2001 : Étienne Charry, EZ3kiel, Ferris Bueller, Flor del Fango, Le grand David, Hamma, High Tone, Jean-Jacques Nyssen et son orchestre de sa chambre, Lab°, My Favorite Dentist Is Dead, Nolderise, Le Peuple de l'Herbe, La Phaze, Tripod, Vero Sego.
- 2002 : 10 Dubians, Agnès Bihl, Al & Adil, La Compagnie du 26 Pinel, Frandol, Homeboys, Meï Teï Shô, Mobiil, Monsieur Orange, Natacha Tertone, Nestor is Bianca, Sanseverino, Spor, Telecran, Zen Zila.
- 2003 : Alexis HK, La Caution, D-fe, Daisybox, Dahlia, Encre, Laetitia Shériff, Mouloud, Oboken, Orwell, Overhead, Sayag Jazz Machine, Sportès, Stereotypical Working Class, Stupeflip.
- 2004 : A.S. Dragon, La Blanche, Les Boukakes, Cali, Doubleman, Dub Incorporation, Dysfunctional By Choice, The Electric Fresco, Kaolin, Killa Carltoon, Sébastien Martel, Sexypop, Watcha Clan, worMachine.
- 2005 : Asyl, Cyrz, Déportivo, Dgiz, Emily Loizeau, The Film, Florent Marchet, Yves Jamait, Joseph d'Anvers, Nosfell, Olivia Ruiz, Pauline Croze, Princess Aniès, Rhesus, X Makeena.
- 2006 : Amélie-les-crayons, Anaïs, Arman Méliès, Balbino Medellin, Bertrand Belin, La Cédille, Hocus Pocus, Loïc Lantoine, Mansfield.TYA, Mr Lab !, The Patriotic Sunday, Psykick Lyrikah, Smooth, Spleen, Spoke Orkestra.
- 2007 : Adam Kesher, Adrienne Pauly, Beat Assailant, David Walters, Diving with Andy, Katel, Lola Lafon & Leva, Ministère des affaires populaires, Montgomery, Monsieur Roux, Nadj, Renan Luce, Stuck in the Sound, Wax Tailor, Zong.
- 2008 : Alexandre Kinn, Boogie Balagan, La Canaille, Cocoon, Constance Verluca, Gong Gong, Hey Hey My My, Imbert Imbert, Moriarty, Narrow Terence, Ours, The Sugar Plum Fairy Pr., The Dø, Vibrion, Yelle.
- 2009 : Alister, Caravan Palace, Carmen Maria Vega, Curry & Coco, Danton Eeprom, The Elderberries, Hugh Coltman, Loane, Luciole, Maloh, Naive New Beaters, Phoebe Killdeer & The Short Straws, The Rodeo, Roxane Krief, Sayem.

### Années 2010
- 2010 : Ben Mazué, Boogers, Féloche, Hindi Zahra, In The Club, Jil Is Lucky, Koumekiam, Mustang, Mélanie Pain, Nouvel R, Orelsan, Pony Pony Run Run, Revolver, Sexy Sushi, You and You.
- 2011 : Binary Audio Misfits, Buridane, Cascadeur, Chapelier Fou, Djazia Satour, Frànçois and The Atlas Mountains, L, Le Prince Miiaou, Lilly Wood and the Prick, Quadricolor, Skip the Use, Soma, This Is the Hello Monster !, Twin Twin, Yeti Lane.
- 2012 : Art District, Concrete Knives, La Femme, GiedRé, HollySiz, John Grape, Kidwithnoeyes, Laurent Lamarca, Lisa Portelli, Manceau, Emel Mathlouthi, Oh ! Tiger Mountain, Peau, Sarah W Papsun, The Shoes.
- 2013 : Aline, Cabadzi, Christine and the Queens, Crane Angels, FM Læti, Hyphen Hyphen, Laura Cahen, Lescop, Mesparrow, Milk Coffee and Sugar, Mina Tindle, Nach, Odezenne, Pendentif, The Wankin' Noodles.
- 2014 : Rocky, Maissiat, Mermonte, Némir, Mein Sohn Williams, Sophie Maurin, Le Vasco, Superpoze, Fauve, Saint Michel, Chassol, Wall of Death, Bigflo & Oli, Benjamin Clementine, Dom la Nena.
- 2015 : Baden Baden, Blackmail, Blind Digital Citizen, Encore!, Fakear, Feu! Chatterton, Grindi Manberg, Isaac Delusion, Léonie Pernet, Radio Elvis, Set&Match, Smokey Joe & The Kid, Thylacine, We Are Match, We Were Evergreen.
- 2016 : Agua Roja, Broken Back, Cléa Vincent, Cliché, Cotton Claw, Flavien Berger, Grand Blanc, In the Canopy, Jain, Jeanne Added, Juniore, KiD WISE, Last Train, Samba de la Muerte, Sianna.
- 2017 : KillASon, Johnny Mafia, Petit Biscuit, Marietta, 3SomeSisters, Pomme, Clément Bazin, Nusky & Vaati, Fishbach, Marvin Jouno, Las Aves, Adrien Soleiman, Unno, O, Requin Chagrin.
- 2018 : Adam Naas, Cannibale, Catastrophe, DBFC, Dusk Totem, Eddy de Pretto, Elbi, Freez, French 79, Inüit, Jacques, Kodäma, Lysistrata, Norma, Sages Comme Des Sauvages.
- 2019 : Chaton, Foé, Halo Maud, Kiddy Smile, La Chica, Leska, Malik Djoudi, MNNQNS, Oré, Praa, SuperBravo, Terrenoire, Toukan Toukän, Tshegue, Voyou

### Années 2020
- 2020 : Arthur Ely, Jaïa Rose, Leo Fifty Five, Rovski, The Psychotic Monks, Why Nicht, Zed Yun Pavarotti